# Lucius Calpurnius Piso Caesoninus (Konsul 148 v. Chr.)
 Lucius Calpurnius Piso Caesoninus war ein im 2. Jahrhundert v. Chr. lebender Politiker der Römischen Republik. 148 v. Chr. bekleidete er das Konsulat.

## Leben
Lucius Calpurnius Piso Caesoninus, dessen Vater und Großvater laut den Fasti Capitolini das Pränomen Gaius führten, entstammte wohl ursprünglich der wenig bekannten Gens Caesonia und wurde durch Adoption zu einem Mitglied des bedeutenderen plebejischen Geschlechts der Calpurnier. Vielleicht war sein Adoptivvater der im Amt verstorbene Konsul von 180 v. Chr. Seine Nachfahren trugen weiterhin das Cognomen Caesoninus.
Erstmals bezeugt ist Piso für das Jahr 154 v. Chr., in dem er als Prätor fungierte und die Provinz Hispania ulterior erhielt. Dort musste er eine Niederlage gegen die Lusitaner einstecken. Das höchste Staatsamt erreichte er 148 v. Chr. zusammen mit Spurius Postumius Albinus Magnus. Damals trug Rom den Dritten Punischen Krieg gegen Karthago aus. Piso war Kommandant der römischen Landstreitkräfte in Afrika, seine Kriegsführung wurde jedoch als zu wenig energisch kritisiert. Bei seinem Bemühen, diverse karthagische Orte zu erobern, wurde er außerdem mehrmals geschlagen. Im nächsten Jahr trat der erfolgreichere Publius Cornelius Scipio Aemilianus Africanus an seine Stelle.
Über Pisos weiteres Leben ist nichts bekannt. Er war wahrscheinlich der Vater des gleichnamigen Konsuls von 112 v. Chr.